# Eustachy Żyliński
Eustachy Żyliński (Kuna, Bratslav, 19 de setembro de 1889 — Gliwice, 1954) foi um matemático polonês.
Completou e ensino médio em 1907 em Kiev. Em 1911 graduou-se na Faculdade de Física e Matemática da Universidade Nacional Taras-Chevtchenko de Kiev. De 1912 a 1914 esteve nas universidades de Göttingen, Cambridge e Marburg. Em 1914, na Primeira Guerra Mundial, foi convocado para o exército russo. Em 1 de outubro de 1919 tornou-se professor adjunto da Universidade de Lviv.